# I. e. 566
Évszázadok: i. e. 7. század – i. e. 6. század – i. e. 5. század
Évtizedek: i. e. 610-es évek – i. e. 600-as évek – i. e. 590-es évek – i. e. 580-as évek – i. e. 570-es évek – i. e. 560-as évek – i. e. 550-es évek – i. e. 540-es évek – i. e. 530-as évek – i. e. 520-as évek – i. e. 510-es évek
Évek: i. e. 571 – i. e. 570 – i. e. 569 – i. e. 568 –  i. e. 567 – i. e. 566 – i. e. 565 – i. e. 564 – i. e. 563 – i. e. 562 – i. e. 561

## Események
- A Panathénaia-amphorák adományozásának kezdete